# Tanica

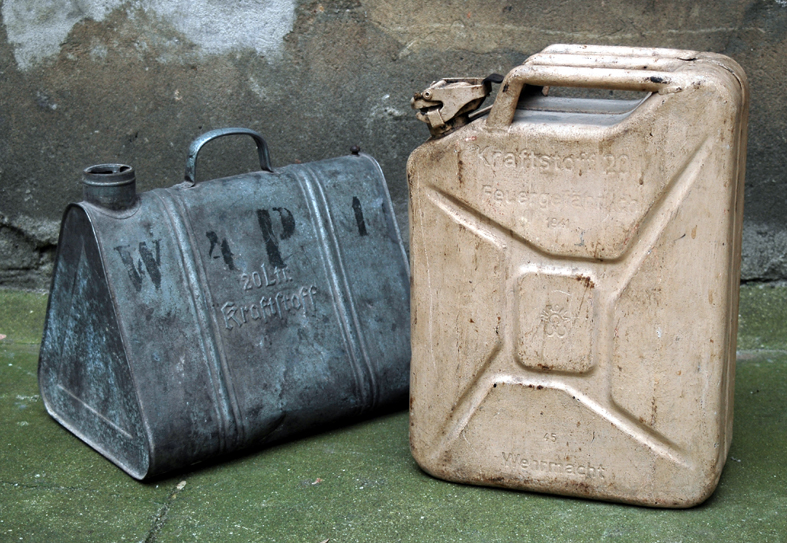
Contenitore per 20 litri di carburante. a sinistra: older guy. a destra: contenitori del 1941, costruttore: Nirona

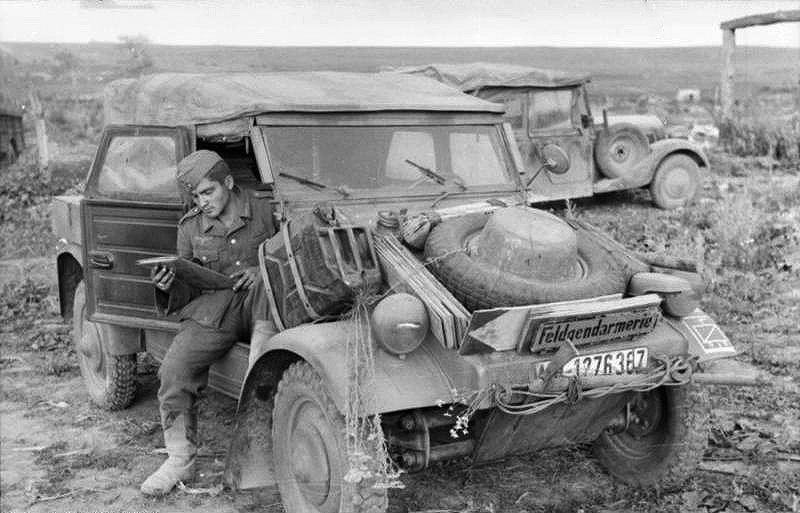
Russia nel 1943, l'operazione "Cittadella", VW Kubelwagen con Wehrmacht-Einheitskanister

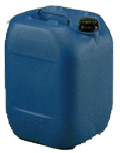
Una tanica d'olio

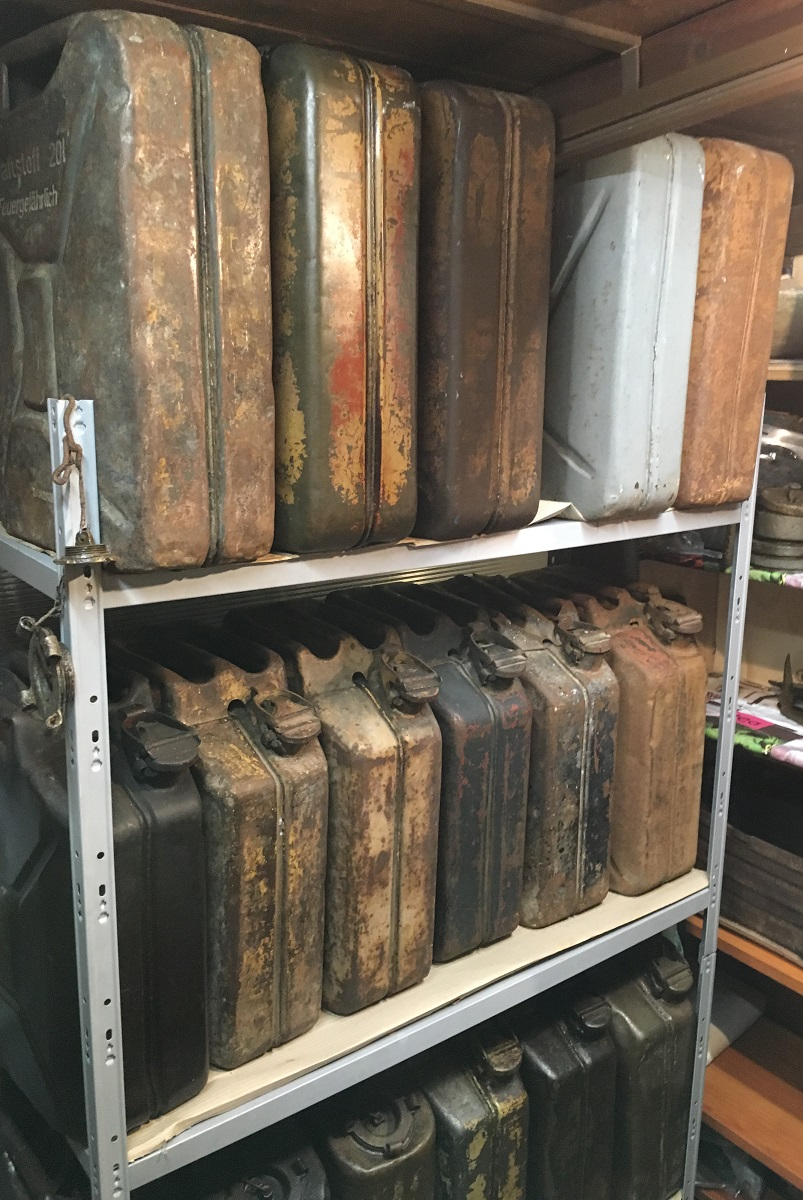

La tanica è un contenitore multiuso chiuso all'estremità superiore con un tappo, solitamente munito di un manico per il trasporto manuale, adibito al contenimento dei liquidi di qualsiasi genere.

## Descrizione
Tale contenitore può essere in lamiera, in ferro o in vetro, o in materiale plastico. Le sue dimensioni esterne si misurano, dove è impiegato il sistema internazionale di misura, in centimetri, ma viene solitamente distinta per capacità e quindi in litri: a partire da 0,5 litri fino ad arrivare ai 30 litri, superati i quali viene denominata in altre maniere (bidone, fusto).
La tanica generalmente è dotata di imboccatura stretta, con diametro massimo di 45 mm. Le taniche a bocca larga, comunemente utilizzate per il trasporto del latte, sono conosciute nel linguaggio tecnico col nome di bottiglioni.
Qualora venga utilizzata per il confezionamento e il trasporto di merci pericolose, o contenenti sostanze pericolose (ai sensi della Direttiva 67/548/CE), deve essere omologata secondo ADR, o secondo la normativa per il trasporto.
Le più utilizzate nell'uso comune sono:
- Taniche per acqua;
- Taniche per carburante (generalmente in materiale metallico);
- Taniche per il confezionamento di detergenti, principi chimici e altre materie pericolose;
- Taniche per liquidi alimentari (olio, vino), in genere metalliche od in plastica per alimenti.

## Origine della parola
Secondo alcune fonti autorevoli la parola tànica deriverebbe dall'inglese tank che a sua volta trarrebbe origine dall'indostano tānkh (cisterna). Lo stesso riferimento al serbatoio d'acqua avrebbe dato origine all'uso di tank nel significato di carro armato.
Il termine tànica veniva anche usato localmente in Africa Orientale Italiana, negli anni intorno al 1938, per indicare un recipiente per petrolio della capacità di 18 litri.

## Storia
Prima dell'avvento delle taniche di questo formato venivano adoperati sia per l'uso civile che militare contenitori di sezione triangolare da 2,5 a 20 litri.
Nel 1936, su richiesta dell'esercito tedesco dell'anno precedente, la ditta Eisenwerke (costruzioni in acciaio) Müller & Co. con sede a Schwelm, Westfalia, sviluppò e produsse sotto la guida Vinzenz Grünvogel, 5000 esemplari canestri da 20 litri (in lamiera stampata con una imbutitura d'irrigidimento a forma di 'X' sulle guance avente anche la funzione di 'giunto di dilatazione') che furono dati da testare all'esercito. Un requisito fondamentale era di non necessitare di imbuti o altro per il suo uso diretto ed immediato.
L'8 luglio 1937 fu emesso il bando militare n˚324 per una produzione di massa e la ditta Ambi-Budd di Berlin, Johannisthal, diede la forma definitiva al prodotto standard, prodotto fino al 1941 e successivamente migliorato col modello del 1939 (riconoscibile da un rettangolo imbutito al centro della 'X') prodotto sino al 1945. Dal 1940 venne prodotta anche una tanica da 20 litri atto al trasporto di acqua potabile.
La tanica (chiamata anche 'canistro' o 'canister', che ricalca la locuzione tedesca) fu prodotto da 19 fabbriche ed adottato già durante la guerra da Italia e Svizzera ma anche copiato dagli Alleati (con capacita di 18 litri, equivalente di 4 galloni Imperiali) che lo soprannominarono 'Jerrycan', ossia il canistro germanico (German), e successivamente da molti altri Stati.
Il modello inglese era contraddistinto dalla stampigliatura W ↑ D ('War Department' con la "Broad Arrow" ad indicarne la proprietà da parte del Regno Unito).